# Rachele Barbieri
Rachele Barbieri (Pavullo nel Frignano, 21 febbraio 1997) è una pistard e ciclista su strada italiana che corre per il Team DSM-Firmenich PostNL e per il Gruppo Sportivo Fiamme Oro. Specialista delle gare di endurance su pista, nel 2017 ha vinto il titolo mondiale nello scratch, mentre nel 2022 ha vinto i titoli europei di omnium e americana.

## Carriera
Originaria di Stella di Serramazzoni (provincia di Modena), si avvia al ciclismo agonistico all'età di 5 anni su proposta dell'allenatore della sorella maggiore Rebecca, a sua volta ciclista.
Nella sua carriera dilettantistica ha gareggiato per le squadre Serramazzoni, Forlivese, Vecchia Fontana e Fenice Ladies. Ha debuttato nella categoria esordienti nel 2010 e già nel 2011 ha ottenuto i primi risultati di rilievo, aggiudicandosi il titolo nazionale di categoria di ciclocross e ottenendo un argento ai campionati italiani di categoria su pista. Nel 2012, passata alla categoria allievi, si piazza seconda al campionato nazionale di ciclocross; l'anno dopo vince questa competizione e il Giro d'Italia ciclocross, piazzandosi inoltre seconda nell'inseguimento individuale ai campionati nazionali su pista.
Passata nella categoria Juniores, nel 2014 si concentra nelle competizioni su pista: viene pertanto selezionata per rappresentare l'Italia ai mondiali (ove venne schierata come riserva, non potendo tuttavia gareggiare in finale a causa di una richiesta troppo ritardata dallo staff tecnico) e agli europei. Nel 2015 si aggiudica i titoli italiani d'inseguimento a squadre e di scratch Juniores sulla pista di Montichiari, i titoli europei d'inseguimento a squadre (stabilendo anche il nuovo record del mondo pro tempore in 4'33"463) e corsa a punti di categoria ad Atene, nonché la vittoria nel Trofeo Dalla Bona Industria Casearia. Su strada, evidenziando caratteristiche da passista-velocista, ottiene invece l'argento individuale Juniores ai campionati europei di Tartu, preceduta dalla connazionale Nadia Quagliotto, e vince il 24º Trofeo Anspi.
Nel 2016 si aggiudica il titolo europeo di scratch Under-23 al velodromo di Montichiari e vince le prove di scratch e corsa a punti nella 6 Giorni delle Rose a Fiorenzuola; a fine anno debutta anche nelle prove della Coppa del mondo Elite. Divenuta nel frattempo professionista su strada con il team Cylance Pro Cycling, in stagione conquista il Giro della Campania in Rosa, il 2º Memorial Franco Basso e il Giro dei Due Comuni - Memorial Chiara Pierobon. 
Nell'aprile 2017 vince il titolo mondiale Elite nello scratch ai mondiali su pista di Hong Kong; nel maggio seguente viene arruolata nel Gruppo Sportivo Fiamme Oro, limitatamente alle competizioni su pista. Sul finire dell'anno, il 4 dicembre, annuncia il termine della propria permanenza in Cylance e il passaggio alla Wiggle-High5 per la stagione 2018.
Nel 2019 passa alla squadra lombarda BePink e nel 2020 torna a correre nel club del paese d'origine, l'A.C. Serramazzoni. Rientra al professionismo a inizio 2022, tesserata per il Women's WorldTeam olandese Liv Racing Xstra; con questa formazione al primo anno vince due corse nei Paesi Bassi e partecipa al Giro d'Italia, piazzandosi seconda nella tappa conclusiva a Padova. Attiva anche su pista, nell'agosto 2022 ai campionati europei a Monaco di Baviera è medaglia d'oro nell'americana (con Silvia Zanardi) e nell'omnium, e argento nell'inseguimento a squadre; nell'ottobre dello stesso anno ai Mondiali su pista di Saint-Quentin-en-Yvelines è invece argento nella corsa a eliminazione.
A inizio 2024, con la chiusura della Liv Racing, passa all'altra formazione olandese DSM-Firmenich PostNL.

## Palmarès

### Pista
- 2015 (Juniores)

Campionati europei Juniores e U23, Inseguimento a squadre Juniores (con Elisa Balsamo, Sofia Bertizzolo e Marta Cavalli)
Campionati europei Juniores e U23, Corsa a punti Juniores
Campionati italiani, Inseguimento a squadre Juniores (con Elisa Balsamo, Giorgia Capobianchi e Nadia Quagliotto)
Campionati italiani, Scratch Juniores
- 2016

Campionati europei Juniores e U23, Scratch Under-23
- 2017

Campionati del mondo, Scratch
Campionati europei Juniores e U23, Scratch Under-23
2ª prova Coppa del mondo 2017-2018, Scratch (Manchester)
- 2018

Campionati italiani, Omnium
- 2021

Sei giorni delle Rose, Corsa a eliminazione
Grand Prix Framar, Corsa a punti
Grand Prix Framar, Omnium
Campionati italiani, Corsa a eliminazione
Campionati italiani, Corsa a punti
Campionati italiani, Americana (con Martina Fidanza)
Tre giorni di Aigle, Scratch
- 2022

Belgian Track Meeting, Corsa a eliminazione
Memorial Attilio Pavesi, Corsa a eliminazione
Campionati europei, Americana (con Silvia Zanardi)
Campionati europei, Omnium
Campionati italiani, Americana (con Martina Fidanza)
Campionati italiani, Omnium
Tre giorni di Aigle, Scratch

### Strada
- 2015 (Fenice Ladies, una vittoria)

Trofeo Anspi
- 2016 (Cylance/Fiamme Oro, tre vittorie)

Giro della Campania in Rosa
Memorial Franco Basso
Giro dei Due Comuni - Memorial Chiara Pierobon
- 2021 (Fiamme Oro, una vittoria)

Trofeo Oro in Euro
- 2022 (Liv Racing Xstra, due vittorie)

3ª tappa Bloeizone Fryslân Tour (Drachten > Drachten)
Omloop der Kempen Ladies

## Piazzamenti

### Grandi Giri
- Giro d'Italia

2022: 39ª
2023: 95ª
- Tour de France

2022: non partita (7ª tappa)
2023: ritirata (4ª tappa)
2024: 99ª
- Vuelta a España

2024: 92ª

### Competizioni mondiali
- Campionati del mondo su pista

Hong Kong 2017 - Scratch: vincitrice
Hong Kong 2017 - Americana: 5ª
Apeldoorn 2018 - Scratch: 9ª
Roubaix 2021 - Americana: 4ª
St. Quentin-en-Yv. 2022 - Americana: 7ª
St. Quentin-en-Yv. 2022 - Corsa a eliminazione: 2ª
Glasgow 2023 - Corsa a eliminazione: 4ª
- Giochi olimpici

Tokyo 2020 - Inseguimento a squadre: 6ª

### Competizioni continentali
- Campionati europei su pista

Atene 2015 - Inseg. a squadre Jun.: vincitrice
Atene 2015 - Corsa a punti Juniores: vincitrice
Montichiari 2016 - Scratch Under-23: vincitrice
St. Quentin-en-Yv. 2016 - Scratch: 4ª
St. Quentin-en-Yv. 2016 - Americana: 6ª
Sangalhos 2017 - Scratch Under-23: vincitrice
Sangalhos 2017 - Americana Under-23: 3ª
Sangalhos 2017 - C. a eliminazione Under-23: 5ª
Berlino 2017 - Scratch: 8ª
Glasgow 2018 - Scratch: 4ª
Aigle 2018 - Scratch Under-23: 6ª
Gand 2019 - Omnium Under-23: 4ª
Plovdiv 2020 - Corsa a eliminazione: 2ª
Grenchen 2021 - Inseg. a squadre: 2ª
Grenchen 2021 - Omnium: 3ª
Grenchen 2021 - Americana: 6ª
Monaco di Baviera 2022 - Inseg. a squadre: 2ª
Monaco di Baviera 2022 - Americana: vincitrice
Monaco di Baviera 2022 - Omnium: vincitrice
Grenchen 2023 - Velocità a squadre: 7ª
Grenchen 2023 - Omnium: 7ª
Grenchen 2023 - Corsa a eliminazione: 13ª
- Campionati europei su strada

Tartu 2015 - In linea Juniores: 2ª
Herning 2017 - In linea Under-23: 4ª
Monaco di Baviera 2022 - In linea Elite: 3ª
Limburgo 2024 - In linea Elite: 31ª